# Gulella ndamanyiluensis
Gulella ndamanyiluensis es una especie de molusco gasterópodo de la familia Streptaxidae en el orden de los Stylommatophora.

## Distribución geográfica
Es endémica de Tanzania. 